# Cerastium fischerianum
Cerastium fischerianum là loài thực vật có hoa thuộc họ Cẩm chướng. Loài này được Ser. mô tả khoa học đầu tiên năm 1824.